# 發條橘子 (電影)
《發條橘子》（英語：A Clockwork Orange）是美國導演史丹利·庫柏力克所執導的電影，根據1962年安東尼·伯吉斯的同名小說所改編，是一部相當引人爭議的電影，也獲譽為是電影史上最重要的電影之一。2020年，本片因“文化上，历史上和审美上的重要价值”而被美国国家电影保护局收藏。
電影在影評界的評價兩極分化，造成爭議的原因在於其對暴力的描寫片段。

## 劇情
在未來的英國，亞歷克斯·迪拉格是個小混混，他和他的一幫小弟（喬治、迪姆和皮特）成天鬧事，包括與敵對幫派械鬥、在深夜飆車等，他們還闖入作家F·亞歷山大的家中，一邊唱著歌曲〈雨中哼唱〉，一邊打斷亞歷山大的腿，致使他終身癱瘓，之後性侵他的妻子。亞歷克斯的小弟對這些小規模的犯罪漸漸感到不滿，希望能大幹一票並獲得比較平等的報酬，但被亞歷克斯痛毆了一頓。之後，亞歷克斯侵入一個有錢女性的住宅，並在騷擾對方的過程中重擊了對方，他在聽到警笛聲後試圖逃離，卻遭到迪姆背叛，致使他遭到逮捕。在亞歷克斯被羈押期間，那名女性死亡，因此亞歷克斯被依谋杀罪判處十四年徒刑。
坐牢兩年後，亞歷克斯積極地想成為「盧多維科技術」的實驗對象，這項仍在測試階段的技術由新任內政部長所力薦，只要透過兩週的治療，康復後便能出院及出獄。亞歷克斯接受治療，他被綁在椅子上，強制觀看充斥性與暴力的電影，其中一些電影還以他最喜歡的貝多芬第九號交響曲為配樂，亞歷克斯對這電影感到噁心，並擔心這項技術會使他往後在聽到貝多芬時感到不適，因此請求停止治療。
兩週後，部長向一群官員展示被治癒的亞歷克斯，他毫不反擊一位向自己嘲弄和施暴的演員，並在試圖與一名半裸美女親熱時感到噁心。監獄的牧師批評這項療法使得亞歷克斯缺乏了判斷道德的自由意志，但部長斷言這種技術能減少犯罪並解決監獄擁擠的問題。
亞歷克斯獲釋回家後，發現自己的房間已經被父母出租給陌生人，自己的私產也被警方沒收，他還遭到自己以前襲擊過的一名流浪漢率眾報復，雖然他被兩名警察所救，但這兩名警察就是喬治和迪姆，兩人把亞歷克斯帶到荒郊野外痛毆他並施以水刑。受盡折磨的亞歷克斯狼狽地到附近某間房屋求救。
亞歷克斯清醒後發現自己來到亞歷山大的家，因為亞歷克斯過去犯罪時有喬裝，因此亞歷山大起初並沒有認出他，但他仍然從報紙上知道這名受過盧多維科技術的實驗對象。他將亞歷克斯視為政治工具，並安排亞歷克斯與自己的兩位夥伴見面。後來亞歷克斯在洗澡時唱起〈雨中哼唱〉，讓亞歷山大發現亞歷克斯的身分，他把亞歷克斯迷昏後關在房間裡，大聲播放貝多芬第九號交響曲。亞歷克斯無法承受此痛苦，試圖跳窗自殺。
亞歷克斯全身骨折，他在接受一連串心理測試後發現自己已經不再對性與暴力產生厭惡。內政部長探訪亞歷克斯並向他致歉，表示願意提供亞歷克斯工作，而部長的目的是謀取自己的政治利益。為了表達善意，部長帶來了音響並播放第九號交響曲，亞歷克斯聽了後聯想到暴力，以及在眾目睽睽之下與女人做愛。亞歷克斯自言自語地說：「我已經痊癒了。」

## 演員
- 馬康·麥杜維 飾 Alex
- 帕特里克·麥基（英语：Patrick Magee (actor)） 飾 Frank Alexander
- 邁克爾·貝茨（英语：Michael Bates (actor)） 飾 Chief Guard Barnes
- 沃倫·克拉克（英语：Warren Clarke） 飾 Dim
- 邁克爾·塔恩（英语：Michael Tarn） 飾 Pete
- 約翰·克萊夫（英语：John Clive） 飾 Stage Actor
- 阿德琳妮·柯瑞 飾 Mary Alexander
- Carl Duering 飾 Dr Brodsky
- Paul Farrell 飾 Tramp
- Clive Francis 飾 Joe the Lodger
- Michael Gover 飾 Prison Governor
- Miriam Karlin 飾 "Catlady" Weathers
- James Marcus 飾 Georgie
- Aubrey Morris 飾 P. R. Deltoid
- Godfrey Quigley 飾 Prison Chaplain
- Sheila Raynor 飾 Mum
- Madge Ryan 飾 Dr Branom
- John Savident 飾 Conspirator Dolin
- Anthony Sharp 飾 Frederick, Minister of the Interior
- Philip Stone 飾 Dad
- Pauline Taylor 飾 Dr Taylor
- Margaret Tyzack 飾 Conspirator Rubinstein

## 評價
間接引起多起殘暴性犯罪後，《發條橘子》起初被導演庫柏利克自身歸為禁片，直到他死後才於英國首先解禁，為後世譽為70年代最具影響力的電影之一。

## 獎項
- 1972年雨果獎
  - 最佳戲劇表現獎
- 1971年紐約影評人協會獎
  - 最佳導演—史丹利·庫柏力克
  - 最佳影片
- 第33屇威尼斯電影節
  - 最佳外語片
- 1973年銀緞帶獎
  - 最佳外國導演—史丹利·庫柏力克

## 外部連結
- 互联网电影数据库（IMDb）上《發條橘子》的资料（英文）
- 豆瓣电影上《發條橘子》的資料 （简体中文）
- 香港外語電影資料網上《發條橙 （页面存档备份，存于）》的資料 （繁體中文）